# سفين هانسون
سفين هانسون هو سباح سويدي، ولد في 2 فبراير 1892 في كريستينه هامن في السويد، وتوفي في 22 يونيو 1972 في Västervik ‏ في السويد.

## وصلات خارجية
- سفين هانسون على موقع أوليمبيديا (الإنجليزية)
- سفين هانسون على موقع اللجنة الأولمبية السويدية (السويدية)